# Liste der Baudenkmale in Brockel
In der Liste der Baudenkmale in Brockel sind alle Baudenkmale der niedersächsischen Gemeinde Brockel aufgelistet. Die Quelle der Baudenkmale ist der Denkmalatlas Niedersachsen. Der Stand der Liste ist der 20. Oktober 2020.

## Allgemein
In den Spalten befinden sich folgende Informationen:
- Lage: die Adresse des Baudenkmales und die geographischen Koordinaten. Kartenansicht, um Koordinaten zu setzen. In der Kartenansicht sind Baudenkmale ohne Koordinaten mit einem roten Marker dargestellt und können in der Karte gesetzt werden. Baudenkmale ohne Bild sind mit einem blauen Marker gekennzeichnet, Baudenkmale mit Bild mit einem grünen Marker.
- Bezeichnung: Bezeichnung des Baudenkmales
- Beschreibung: die Beschreibung des Baudenkmales. Unter § 3 Abs. 2 NDSchG werden Einzeldenkmale und unter § 3 Abs. 3 NDSchG Gruppen baulicher Anlagen und deren Bestandteile ausgewiesen.
- ID: die Objekt-ID des Baudenkmales
- Bild: ein Bild des Baudenkmales, ggf. zusätzlich mit einem Link zu weiteren Fotos des Baudenkmals im Medienarchiv Wikimedia Commons. Wenn man auf das Kamerasymbol klickt, können Fotos zu Baudenkmalen aus dieser Liste hochgeladen werden:

## Brockel

### Gruppe: Kirchhof Brockel
Die Gruppe „Kirchhof Brockel“ besteht aus der Heilig-Kreuz-Kirche und der umgebenden Freifläche.

| Lage                                     | Bezeichnung | Beschreibung                                                                                              | ID       | Bild           |
| ---------------------------------------- | ----------- | --- | -------- | -------------- |
| Kirchstraße 1 53° 5′ 41″ N, 9° 31′ 29″ O | Kirche      | Klassizistische querorientierte Kirche von 1805 mit Empore und Kanzelaltar mit Kanzelkorb; Orgel von 1869 | 31015282 | Weitere Bilder |
| Kirchstraße 1 53° 5′ 40″ N, 9° 31′ 29″ O | Kirchhof    | Die Grünfläche vor der Kirche umfasst mehrere Grabmale und ein Ehrenmal für die Gefallenen.               | 50987347 | Weitere Bilder |

### Einzelbaudenkmale
| Lage                                       | Bezeichnung              | Beschreibung | ID       | Bild           |
| ------------------------------------------ | ------------------------ | --- | -------- | -------------- |
| Bahnhofstraße 16 53° 5′ 36″ N, 9° 31′ 9″ O | Windmühle                | Galerie-Holländer von 1860 mit Windrose und Segelgatterflügeln auf oktogonalem Unterbau, Nr. 59 der Niedersächsischen Mühlenstraße | 31015257 | Weitere Bilder |
| Ostende 4 53° 5′ 29″ N, 9° 31′ 28″ O       | Wohn-/Wirtschaftsgebäude | Zweiständer-Hallenhaus von 1862 in Fachwerk mit Krüppelwalmdach in Ziegeldeckung                                                   | 31015307 | Weitere Bilder |

### Gruppe: Hofanlage Ostende 24
Die Gruppe „Hofanlage Ostende 24“ ist ein im 18. Jahrhundert angelegter Hof. Seine ID ist 51764663.

| Lage                                  | Bezeichnung              | Beschreibung                                                                                 | ID       | Bild           |
| ------------------------------------- | ------------------------ | -------------------------------------------------------------------------------------------- | -------- | -------------- |
| Ostende 24 53° 5′ 21″ N, 9° 31′ 46″ O | Wohn-/Wirtschaftsgebäude | Zweiständer-Hallenhaus von 1780 in Fachwerk mit ziegelgedecktem Satteldach, Brunnen von 1739 | 31015355 | Weitere Bilder |
| Ostende 24 53° 5′ 21″ N, 9° 31′ 47″ O | Brunnen                  | Der Sandsteinbrunnen vor dem Flett wurde 1734 gebaut.                                        | 51764762 | BW             |
| Ostende 24 53° 5′ 22″ N, 9° 31′ 47″ O | Pflaster                 | Die Zuwegung wurde mit Feldsteinen gepflastert.                                              | 51764832 |                |

### Ehemalige Baudenkmale
| Lage                                  | Bezeichnung              | Beschreibung | ID       | Bild |
| ------------------------------------- | ------------------------ | --- | -------- | ---- |
| Ostende 10 53° 5′ 26″ N, 9° 31′ 31″ O | Wohn-/Wirtschaftsgebäude | 1862 errichtetes Zweiständer-Hallenhaus auf einem Backsteinsockel und unter einem Halbwalmdach. Wegen der Veränderungen 1998 aus dem Denkmalverzeichnis gestrichen.                                        | 31015331 | BW   |
| Bellen 53° 4′ 0″ N, 9° 34′ 6″ O       | Speicher                 | Der zweigeschossige Fachwerkspeicher wurde 1745 unter einem Satteldach errichtet. Wegen der Veränderungen wurde der Speicher 1992 aus dem Denkmalverzeichnis gestrichen und mittlerweile wohl abgebrochen. | 31015233 | BW   |
| Bellen 53° 3′ 59″ N, 9° 34′ 7″ O      | Scheune                  | Die Fachwerkscheune mit Längsdurchfahrt unter einem Halbwalmdach wurde 1990 abgebrochen und dann durch ein Wohnhaus ersetzt. Das Gebäude wurde daher aus dem Denkmalverzeichnis gestrichen.                | 31015210 | BW   |